# Euphagus cyanocephalus
Euphagus cyanocephalus là một loài chim trong họ Icteridae.

## Hình ảnh

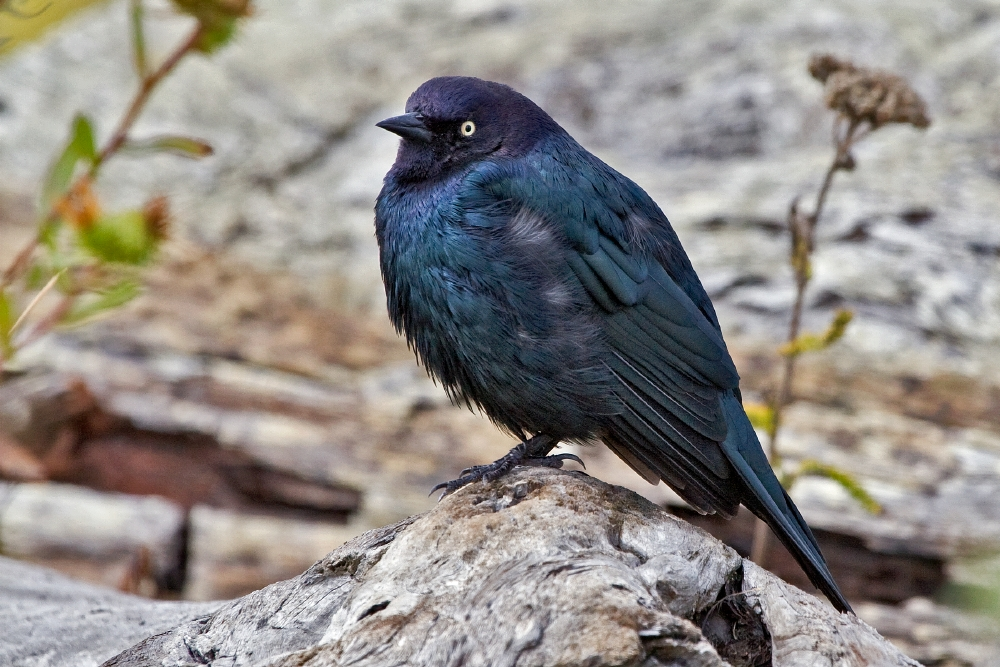
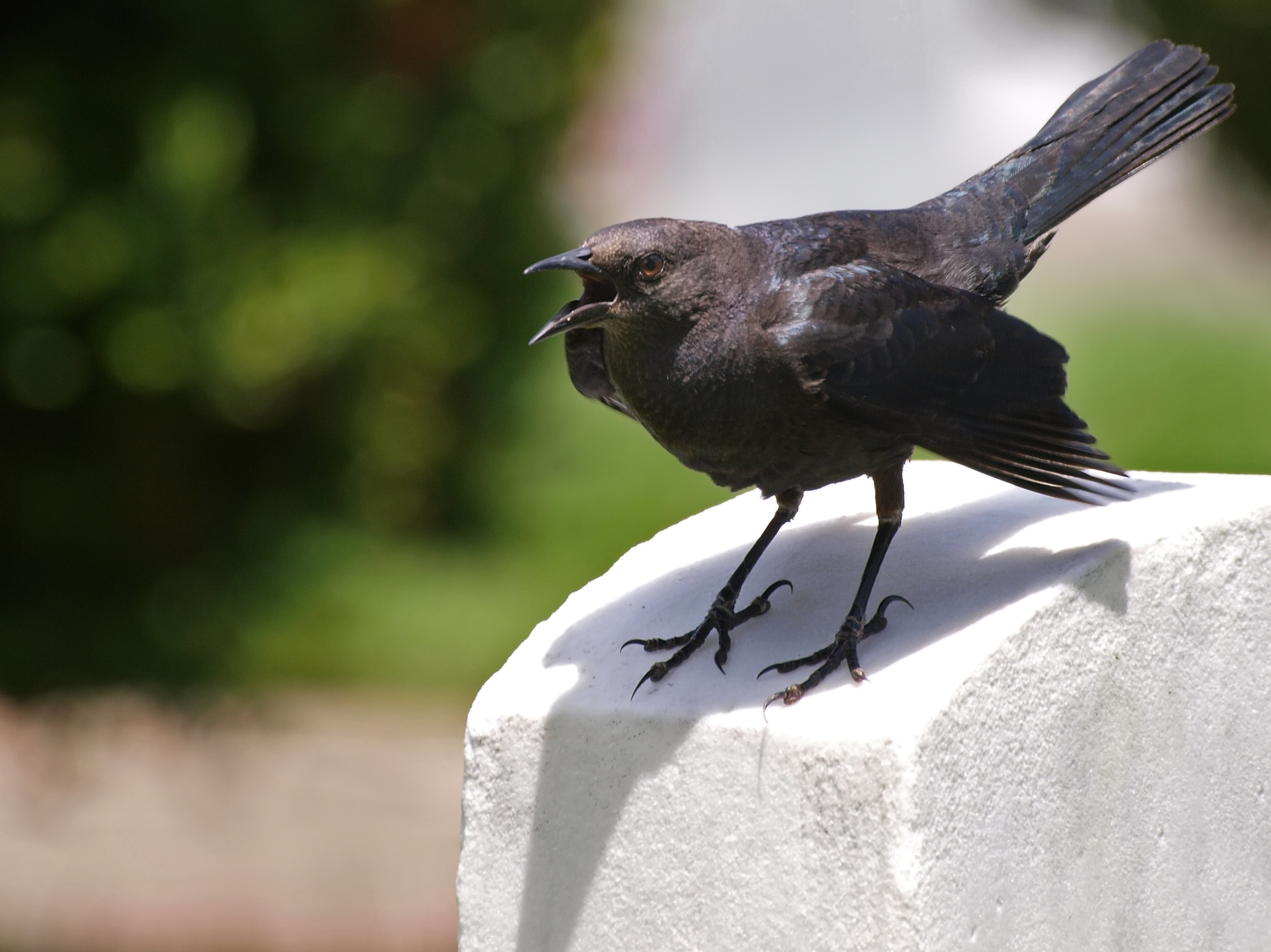
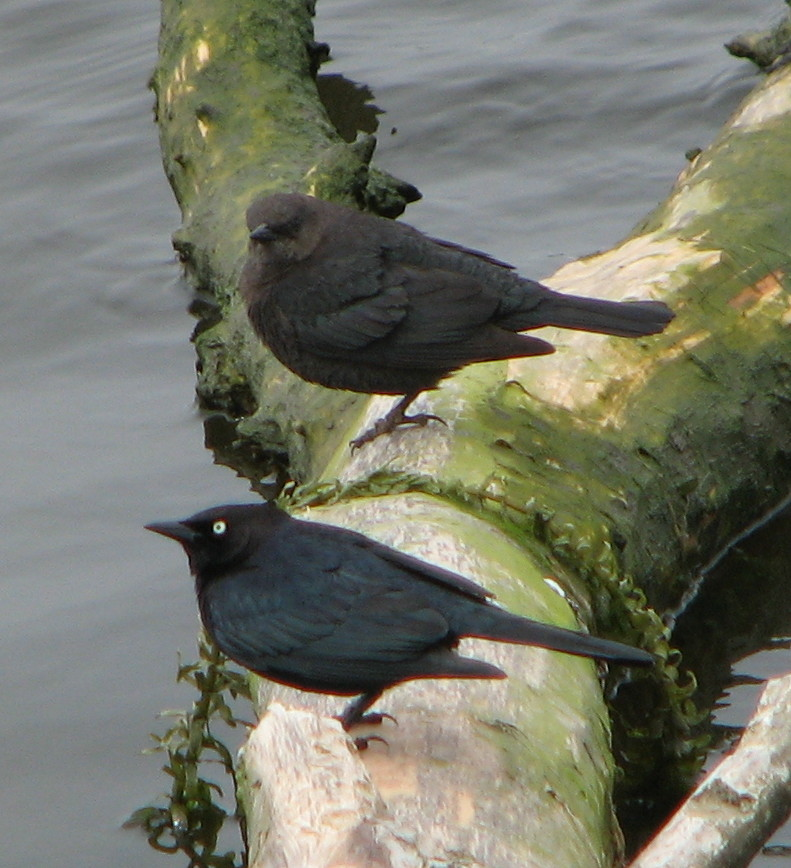
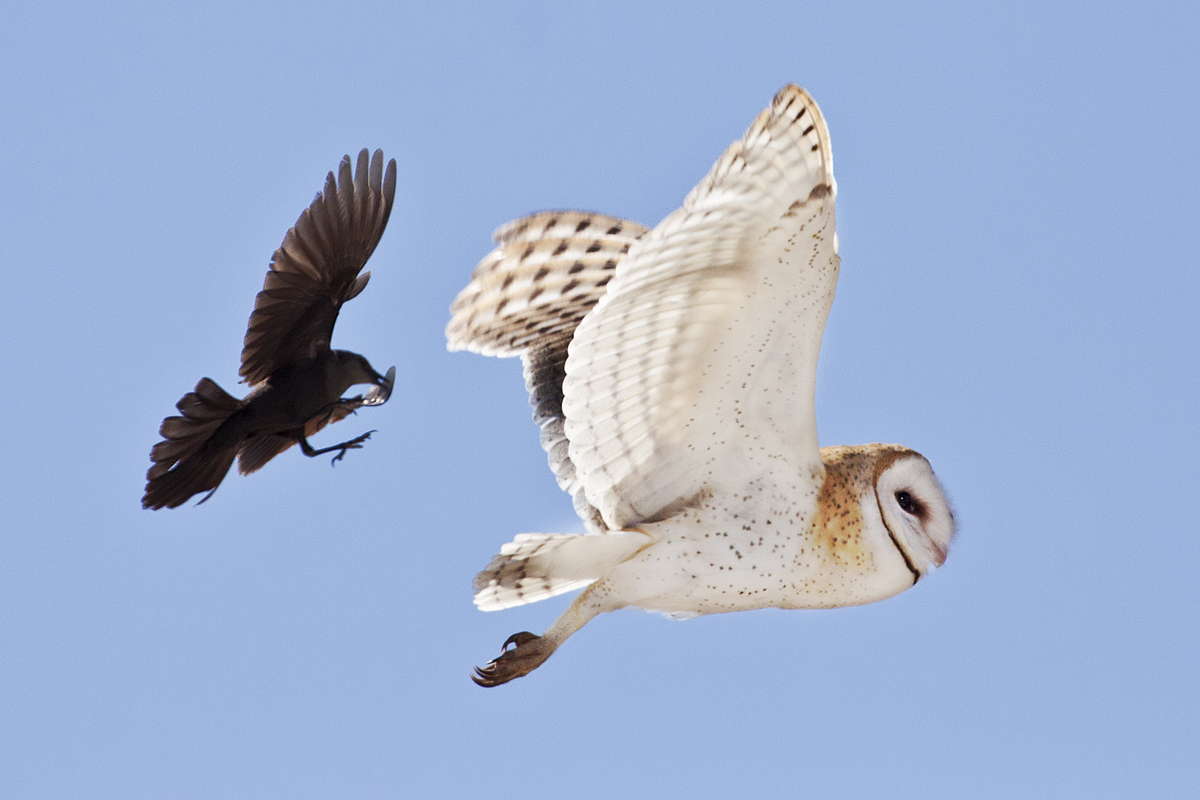